# María Peralta
María Peralta, född 30 november 1977, är en argentinsk friidrottare. Hon deltog vid olympiska sommarspelen 2012 och olympiska sommarspelen 2016.